# Rissopsetia hummelincki
Rissopsetia hummelincki is een slakkensoort uit de familie van de Pyramidellidae. De wetenschappelijke naam van de soort is voor het eerst geldig gepubliceerd in 1984 door Faber.